# Perrierophytum
Perrierophytum es un género con nueve especies de plantas fanerógamas de la familia  Malvaceae.

## Especies
| - Perrierophytum glomeratum Hochr. - Perrierophytum hispidum Hochr. - Perrierophytum humbertianthus Hochr. - Perrierophytum humbertii Hochr. - Perrierophytum luteum Hochr. - Perrierophytum paniculatum Hochreutiner - Perrierophytum rubrum Hochr. - Perrierophytum viridiflorum Hochreutiner - Perrierophytum viscosum Hochr. |

- Datos: Q9058624
- Especies: Perrierophytum